# カンナム・エクスプレス
ザ・カンナム・エクスプレス（The Can-Am Express）は、かつて全日本プロレスに参戦していたプロレスラー、ダグ・ファーナスとダニー・クロファットのタッグチーム。

## 来歴
1988年10月、全日本プロレスの『ジャイアント・シリーズ』において両者のタッグが実現（当時、ダグ・ファーナスは初来日、ダニー・クロファットは全日本初参戦）。翌1989年より本格的なタッグチームとして始動し、カナディアン（クロファット）とアメリカン（ファーナス）のデュオであることから、リック・マーテルとトム・ジンクのカンナム・コネクションにあやかり、カンナム・エクスプレスのチーム名が冠せられた。
1989年6月5日、サムソン冬木と川田利明のフットルースを破りアジアタッグ王座を獲得。以降、1990年3月2日にフットルース、1991年4月20日にニュー・ブリティッシュ・ブルドッグス（ダイナマイト・キッド&ジョニー・スミス）、同年7月26日にジョー・ディートン&ビリー・ブラック、1993年9月9日にパトリオット&ジ・イーグルを破り、同王座には通算5回に渡って戴冠した。その間、1992年にはメキシコのUWAにカンナム・コネクションのチーム名で参戦、ロス・カウボーイズ（シルバー・キング&エル・テハノ）やロス・ビジャノス（ビジャノ4号&ビジャノ5号）とUWA世界タッグ王座を争った。
1996年に全日本プロレスを離脱、同年下期よりECWに登場し、サブゥー&ロブ・ヴァン・ダムと抗争。当時ECWと提携していたWWFにも進出し（クロファットはフィル・ラフォンのリングネームで参戦）、11月17日に開催された『サバイバー・シリーズ1996』にはヘンリー&フィニアスのザ・ゴッドウィンズと組んで出場。オーエン・ハート、ブリティッシュ・ブルドッグ、ニュー・ロッカーズ（マーティ・ジャネッティ&リーフ・キャシディ）のカルテットに勝利し、サバイバー・チームとなった。
翌1997年はヒールのポジションに回り、ブレット・ハートがヒール・バージョンで復活させたハート・ファウンデーションとも共闘。11月9日にカナダのモントリオールで開催された『サバイバー・シリーズ1997』では、ハート・ファウンデーションのブリティッシュ・ブルドッグ&ジム・ナイドハートと「チーム・カナダ」を結成して出場。ベイダー、ゴールダスト、マーク・メロ、スティーブ・ブラックマンの「チームUSA」と対戦した。
その後はECWに戻り、12月5日にフル・ブラッデッド・イタリアンズのリトル・グイドー&トレイシー・スマザーズからECW世界タッグ王座を奪取するが、翌12月6日、フィラデルフィアのECWアリーナで行われた3ウェイ・ダンスに敗れ、クリス・キャンディード&ランス・ストームにタイトルを明け渡した。以後、クロファットはECWを離脱、ファーナスはシングル・プレイヤーとして1998年下期までECWでの活動を続けた。

## 獲得タイトル
全日本プロレス
- アジアタッグ王座：5回[1]
- 世界ジュニアヘビー級王座 : 2回

UWA
- UWA世界タッグ王座：2回[2]

ECW
- ECW世界タッグ王座：1回[7]